# Anisopteromalus calandrae
Anisopteromalus calandrae är en stekelart som först beskrevs av Howard 1881.  Anisopteromalus calandrae ingår i släktet Anisopteromalus och familjen puppglanssteklar. Arten är reproducerande i Sverige. Inga underarter finns listade i Catalogue of Life.